# الجمعية الملكية لحماية الطبيعة
 الجمعية الملكية لحماية الطبيعة هي منظمة غير ربحية تسعى للحفاظ على التنوع الحيوي في الأردن وتكامله مع التنمية الاقتصادية الاجتماعية، والحصول على دعم شعبي عملي لبرامج حماية البيئة الطبيعية في المملكة الأردنية الهاشمية وفي الدول العربية المجاورة. تأسست الجمعية الملكية لحماية الطبيعة عام 1966 كمؤسسة تطوعية غير حكومية، وحال تأسيس الجمعية رأسها الملك الحسين كرئيس. فوضت الحكومة الأردنية الجمعية مسؤولية حماية الحياة البرية والتنوع الحيوي في كافة مناطق المملكة، {{حقيقة"وتعتبر الجمعية المؤسسات التي تتمتع بهذا التفويض في الشرق الأوسط وعلى المستوى العالمي}}. يشرف على الجمعية مجلس إدارة مكون من 11 عضوا منتخبا، ويتم انتخاب أعضاء المجلس مرة كل أربع سنوات، بينما تقع على الجهاز التنفيذي للجمعية مسؤولية إدارة نشاطات وبرامج الجمعية اليومية، ويتكون الجهاز التنفيذي للجمعية من المدير العام و320 موظفا موزعين على أربع مديريات هي: مديرية صون الطبيعة ومديرية الاتصال والتواصل ومديرية الإدارة والشؤون المالية ومديرية برية الأردن.

## الأعمال
أنشئت الجمعية وتدير إحدى عشر محمية طبيعية في الأردن; ( ضانا للمحيط الحيوي، الموجب للمحيط الحيوي، والأزرق المائية، والشومري، وغابات دبين، وغابات عجلون ووادي رم وغابات اليرموك وفيفا الطبيعية وبرقع الطبيعية ومحمية الضاحك الحيوية )، تمتد هذه المحميات على مساحة تزيد على 1200 كم2، تؤمن هذه المحميات الحفاظ على أفضل المناطق الطبيعية وأكثرها تنوعا حيويا في الأردن، كما وتتميز بجمال طبيعي ليس له نظير، كما تعمل الجمعية حالياً على إنشاء خمس محميات جديدة في مناطق (برقع وغور فيفا وقطر وجبل مسعودة ونهر اليرموك). نفذت برامج توطين للأحياء البرية المهددة بالانقراض، تشمل هذه البرامج حيوان المها العربي والأيائل والبدن، كما وتعمل الجمعية على إطلاق هذه الحيوانات حرة في بيئاتها الطبيعية بعد تأمين برامج الحماية لها، هذا وقد حولت الجمعية مؤخرا إستراتيجيتها في تنفيذ برامج الحفاظ على الطبيعة من التركيز على الأنواع لتستبدلها ببرامج تركز على حماية الموائل الطبيعية. تطبق الجمعية قوانين حماية الأحياء البرية بتفويض من وزارة الزراعة ومن خلال العمل مع المؤسسات والهيئات الشريكة في تطبيق القوانين البيئية في الأردن وعلى وجه الخصوص الشرطة البيئية، كما تعمل الجمعية على تطبيق الإتفاقية الدولية لتنظيم الإتجار بالأحياء المهددة بالانقراض. كما تقوم بإجراء دراسات وأبحاث متخصصة وذلك في سبيل توفير قاعدة علمية لبرامج حماية الطبيعة في الأردن.

## قائمة الطيور المحظورة من الصيد
نظرا لتناقص عدد بعض الأنواع من الطيور داخل المملكة الأردنية؛ قامت الجمعية بحظر صيدها داخل المحميات خوفا من انقراضها كما دعت إلى حمايتها، وفيما يلي قائمة بأسماءها وأنواعها:
| النوع           | الاسم العلمي                 | صورة |
| --------------- | ---------------------------- | ---- |
| الشنار/الحجل    | Alectoris Chukar             |      |
| الحمام الرقطي   | Streptopelia Turtur          |      |
| السفرج          | Ammoperdix heyi              |      |
| البط الحمري     | Aytha Nyroca                 |      |
| الحذفة الرخامية | Marmaronetta angusttirostris |      |

## مواضيع ذات صلة
- وزارة البيئة (الأردن)